# GMT XXL
GMT XXL este o revistă de shopping din România, lansată în septembrie 2008 de trustul Edipresse AS România.
Revista este publicată o dată pe an, în septembrie, într-un tiraj de 12.000 de exemplare.
„GMT” a fost lansată în Elveția și mai apare în Rusia, Ucraina, SUA.
Publicația prezintă în paginile sale atât ultimele noutăți, colecții în materie de ceasuri și bijuterii, cât și istoria interesantă ce stă în spatele celor mai prestigioase case de orologerie: ceasornicari cu viziune și mari inventatori de mecanisme.